# Неануриды
Неануриды (лат. Neanuridae) — семейство коллембол из надсемейства Neanuroidea (Poduromorpha).

## Описание
Мелкие членистоногие размером 0,2—7 мм (крупнейшие виды отмечены в роде Morulina). Многие виды голубые, серые или красные, а некоторые с полосами контрастных цветов.
У большинства короткое широкое мягкое тело. Отсутствует мандибулярная молярная пластинка, у некоторых и челюсти.

## Биология
Обитают во многих средах, под камнями и корой, в подстилке, почве, навозе и гниющей древесины.
Вид Anurida maritima обладает тёмно-синей окраской, очень часто встречается на пляжах северного полушария, где они питается останками брюхоногих моллюсков, членистоногих и другой падалью. Укрываются в карманах воздуха, которые образуются между камнями во время прилива.

## Классификация
Известно около 730 видов и 100 родов, в том числе рода Pronura (53 вида), Deutonura (53 вида), Paleonura (52 вида), Neanura (41 вид), а половина родов являются монотипными. Коллемболы семейства Neanuridae относится к надсемейству Neanuroidea из подотряда Poduromorpha (или отряда).
- Семейство Neanuridae (типовой род — Neanura MacGillivray, 1893)
  - Подсемейство Caputanurininae Lee, 1983.
    - Включает рода Caputanurina — Leenurina

  - Подсемейство Frieseinae Massoud, 1967
    - Включает рода Friesea — Gisinea — Halofriesea — Promorulina[6]

  - Подсемейство Morulininae Börner, 1906
    - Род Morulina[6][7]

  - Подсемейство Neanurinae Börner, 1901
    - Триба Neanurini
      - Включает рода Albanura — Balkanura — Cansilianura — Catalanura — Caucasanura — Cryptonura — Deutonura — Edoughnura — Endonura — Girkanura — Imparitubercula — Lathriopyga — Metanura — Monobella — Neanura — Neanurella — Protanura — Pumilinura — Tetraloba — Thaumanura — Vietnura

    - Триба Morulodini
      - Morulodes — Christobella

    - Триба Lobellini
      - Включает рода Cassagnaua — Coecoloba — Coreanura — Crossodonthina — Deuterobella — Hemilobella — Hyperlobella — Lobella — Lobellina — Paralobella — Propeanura — Riozura — Sphaeronura — Sulobella — Telobella — Yosialina — Yuukianura

    - Триба Paleonurini
      - Включает рода Adbiloba — Afrobella — Australonura — Bilobella — Blasconura — Blasconurella — Caledonura — Calvinura — Camerounura — Chaetobella — Chirolavia — Digitanura — Ectonura — Elgonura — Galanura — Gnatholonche — Hazaranura — Himalmeria — Inameria — Nepalanura — Nepalimeria — Nilgirella — Paleonura — Paramanura — Parectonura — Parvatinura — Penelopella — Phradmon — Phylliomeria — Pronura — Rambutanura — Siamanura — Singalimeria — Stenomeria — Synameria — Tamulmeria — Thaianura — Travura — Vitronura — Womersleya — Zelandanura

    - Триба Paranurini
      - Nahuanura — Oregonanura — Paranura

    - Триба Sensillanurini
      - Americanura — Palmanura — Sensillanura

    - Neanurinae incertae sedis
      - Echinanura — Graniloba — Pseudadbiloba — Pseudobiloba — Zealandmeria

  - Подсемейство Pseudachorutinae Börner, 1906
    - Включает рода Aethiopella — Aethiopellina — Anurachorutes — Anurida — Anuridella — Anuritelsa — Arlesia — Arlesiella — Brasilimeria — Cassagnaudina — Cassagnaurida — Cephalachorutes — Ceratrimeria — Delamarellina — Forsteramea — Furculanurida — Gamachorutes — Gastranurida — Grananurida — Halachorutes — Hylaeanura — Intermediurida — Israelimeria — Kenyura — Koreanurina — Lanzhotia — Linnaniemia — Meganurida — Micranurida — Minotaurella — Najtafrica — Neotropiella — Notachorudina — Oudemansia — Paranurida — Philotella — Platanurida — Pongeia — Pratanurida — Protachorutes — Pseudachorudina — Pseudachorutella — Pseudachorutes — Pseudanurida — Quatacanthella — Rusekella — Stachorutes — Tijucameria — Tremoisea — Venezuelida

  - Подсемейство Uchidanurinae Salmon, 1964
    - Acanthanura — Assamanura — Caledonimeria — Denisimeria — Holacanthella — Megalanura — Uchidanura — Womersleymeria

  - Neanuridae incertae sedis
    - Род Pseudoxenylla